# 1180
1180 (MCLXXX) a fost un an bisect al calendarului iulian.

## Evenimente
- 16 februarie: Regele Franței, Filip al II-lea, îi arestează pe membrii comunității evreiești, după care îi eliberează contra unei răscumpărări, abolind astfel toate datoriile populației creștine față de aceștia.
- 2 martie: Are loc căsătoria dintre Alexios al II-lea Comnen, asociat la domnia asupra Bizanțului și prințesa Agnes de Franța.
- 8 martie: Castilienii fondează orașul Plasencia (în Estremadura), pe un teritoriu cucerit de la almohazi.
- 28 aprilie: Filip al II-lea se căsătorește la Bapaume cu Isabelle de Hainaut, fiica contelui Balduin al V-lea de Hainaut; momentul aduce Franței, ca zestre, orașele Arras, Saint-Omer, Aire și Hesdin din provincia Artois.
- 5 mai: Prințul japonez Mochihito, fiul împăratului Go-Shirakawa, adună o mare armată, fapt ce provoacă "Războiul Genpei" dintre clanurile Taira și Minamoto.
- 27 mai: Victorie a lui Sverre Sigurdson la Iluvelli; regele Magnus Erlingson al Norvegiei este nevoit să se retragă la mănăstire (după care fuge în Danemarca), iar arhiepiscopul Eysteinn se autoexilează pentru 3 ani în Anglia.
- 29 mai: Pentru a evita orice reacție din partea mamei sale și a unchilor săi din Champagne, regele Filip August al Franței aranjează ca încoronarea soției sale, Isabelle de Hainaut, să aibă loc la Saint-Denis, de către arhiepiscopul de Sens.
- 23 iunie: Bătălia de la Uji. Prințul japonez Mochihito este ucis, iar Minamoto no Yorimasa își face seppuku; victorioși, membrii clanului Taira incendiază templele din Nara, ca răzbunare pentru implicarea călugărilor de acolo de parte clanului Minamoto.
- 28 iunie: Tratat de asistență ofensivă și defensivă semnat la Gisors între regii Filip August al Franței și Henric al II-lea Plantagenet al Angliei.
- 24 septembrie: La moartea lui Manuel I Comnen, tronul Bizanțului revine fiului său minor, Alexios al II-lea, sub regența mamei sale, Maria de Antiohia, care se sprijină pe colonia latină din Constantinopol și pe mercenarii occidentali, fapt contestat de partida tradiționalistă, grupată în jurul Mariei, fiica lui Manuel I, sprijintă de către populație și Biserică.
- 2 octombrie: După moartea împăratului bizantin Manuel I Comnen, sultanul selgiucid de Rum Kilidj Arslan al II-lea se aliază cu sultanul Saladin al Egiptului, printr-o înțelegere semnată la Alep; numeroasele apeluri adresate de regele Balduin al IV-lea al Ierusalimului în Occident rămân fără rezultat.

### Nedatate
- ianuarie: Prin dieta de la Würzburg, împăratul Frederic Barbarossa confiscă de la Henric Leul ducatele de Saxonia și de Bavaria; Bavaria trece sub controlul familiei Wittelsbach, iar Saxonia al familiei de Anhalt (Ascanienii); totodată, se creează ducatele de Westfalia și Stiria.
- mai: Armistițiu încheiat între regele Balduin al IV-lea al Ierusalimului și sultanul Saladin al Egiptului și Siriei, prin care se garantează libertatea de ciruclație a bunurilor și oamenilor în regiune.
- iunie: Capitala Japoniei este mutată de la Kyoto la Fukuhara (astăzi, Kobe) de către Taira no Kiyomori.
- octombrie: Minamoto no Yoritomo reia ostilitățile împotriva familiei Taira și își stabilește cartierul general la Kamakura, în estul Japoniei.
- noiembrie: Kyoto redevine capitala Japoniei.
- Amiralul portughez Fuas Rupinho obține o nouă victorie asupra flotei almohazilor.
- Călugărul Meinhard, din ordinul Sfântului Augustin din Holstein, debarcă la Riga, pentru a propovădui Evanghelia triburilor livilor și letonilor.
- În pofida armistițiului dintre cruciați și sultanul Saladin, o caravană de bogați negustori arabi în drum spre Mecca este atacată în deșertul Siriei de către Renaud de Chatillon, care îi confiscă bunurile; regele Balduin al IV-lea al Ierusalimului nu îndrăznește să ia măsuri împotriva vasalului său.
- Potrivit estimărilor, capitala Imperiului chinez Song, Hangzhou devine cel mai populat oraș al lumii.
- Regele Afonso al II-lea al Portugaliei este luat prizonier de către regele Ferdinand al II-lea al Leonului.
- Serbia devine independentă, sub dinastia Nemanizilor.

## Arte, științe, literatură și filozofie
- Filosoful arab din Spania Averroes scrie Incoerența incoerenței.
- Filosoful evreu Maimonide își încheie la Cairo Mishne Torah.
- Savantul englez Alexander Neckam devine lector la Paris și lucrează la De Natura Rerum; printre altele, lucrarea constituie o menționare timpurie a jocului de șah în Europa.

## Înscăunări
- 21 martie: Antoku, împărat al Japoniei (1180-1085)
- 30 martie: Al-Nassir, calif abbasid de Bagdad (1180-1225).
- 29 iunie: Ottokar al IV-lea, duce de Stiria (1180-1192).
- 18 septembrie: Filip al II-lea August, rege al Franței (1180-1223).
- 24 septembrie: Alexios al II-lea Comnen, împărat al Bizanțului (1180-1183)

## Nașteri
- 6 august: Go-Toba, împărat al Japoniei (d. 1239).
- Alphonse al II-lea, conte de Provence (d. 1209).
- Erik al X-lea, rege al Suediei (d. 1216).
- Gottfried de Strassburg, poet german (d. 1215).
- Otto al II-lea, duce de Burgundia (d. 1234).
- Peire Cardenal, trubadur francez (d. 1278).
- Robert de Luzarches, arhitect francez (d. 1222).
- Xia Gui, pictor chinez (d.c. 1230).

## Decese
- 30 martie: Al-Mustadi, calif de Bagdad (n. 1142).
- 23 iunie: Mochihito, prinț japonez (n. ?)
- 18 septembrie: Ludovic al VII-lea, rege al Franței (n. 1120).
- 24 septembrie: Manuel I Comnen, împărat al Bizanțului (n. 1118).
- 6 octombrie: Amaury de Nesle, patriarh latin de Ierusalim (n. ?)
- 25 octombrie: John de Salisbury, filosof, scriitor și episcop englez (n. ?)
- Abraham ibn Daud, filosof (n.c. 1120).
- Iaroslav al II-lea de Kiev (n. ?)
- Minamoto no Yorimasa, samurai japonez (n. 1106).
- Odo de St. Amand, mare maestru al Ordinului templierilor (n. ?)
- Petrus Comestor, teolog francez (n. ?)
- Roman I de Kiev (n. ?)
- Zhu Shuzhen, poetă chineză (n. ?)